# Муаяд Аль-Хаддад
Муаяд Рехайєм Гамаль Аль-Хаддад (араб. مؤيد الحداد; нар. 3 березня 1960) — кувейтський футболіст, що грав на позиції нападника за клуби «Кхітен» та «Аль-Кадісія», а також національну збірну Кувейту, у складі якої був володарем кубка Азії 1980 року та учасником чемпіонату світу 1982 року.

## Клубна кар'єра
У дорослому футболі дебютував 1979 року виступами за команду «Хайтан», в якій провів шість сезонів.
1985 року перейшов до клубу «Аль-Кадісія», за який відіграв 7 сезонів. Завершив професійну кар'єру футболіста виступами за команду «Аль-Кадісія» (Кувейт) у 1992 році.

## Виступи за збірну
1980 року дебютував в офіційних матчах у складі національної збірної Кувейту. Того ж року став володарем домашнього для катарців кубка Азії 1980 року, а також був учасником футбольного турніру Олімпійських ігор 1980 року, де азійська команда подолала груповий етап, проте у чвертьфіналі мінімально з рахунком 1:2 поступилася господарям турніру, збірній СРСР.
Згодом був учасником чемпіонату світу 1982 року в Іспанії, а також кубка Азії 1984 року в Сінгапурі, на якому команда здобула бронзові нагороди.

## Титули і досягнення
- Срібний призер Азійських ігор: 1982
- Бронзовий призер Азійських ігор: 1986
- Бронзовий призер Кубка Азії: 1984
- Переможець Кубка націй Перської затоки: 1982, 1986, 1990